# Iván Kaviedes
Iván Kaviedes (Santo Domingo de los Colorados, 1977. október 24.) ecuadori válogatott labdarúgó.